# Nikita Panin
Nikita Ivanovich Panin (em russo:  Ники́та Ива́нович Па́нин) (Gdańsk, 18 jul./ 29 de setembro de 1718 greg. – São Petersburgo, 31 de março jul./ 11 de abril de 1783 greg.) foi um influente estadista russo e mentor político de Catarina, a Grande, durante os primeiros 18 anos de seu reinado (1762-1780). Nesse papel, ele defendeu a Aliança do Norte, laços mais estreitos com Frederico, o Grande da Prússia e o estabelecimento de um conselho consultivo privado. Sua firme oposição às partições da Polônia o levou a ser substituído pelo mais complacente Príncipe Bezborodko. Catarina nomeou muitos homens para o Senado que eram parentes da poderosa família de Panin.

## Juventude e carreira
Nikita Ivanovich Panin nasceu em Gdańsk, Polônia, filho do comandante russo de Pärnu, a cidade da Estônia onde ele passaria a maior parte de sua infância. Em 1740, ele entrou para o exército russo e, segundo rumores, era um dos favoritos da imperatriz Elizabeth. Em 1747, ele foi credenciado em Copenhague como ministro russo, mas alguns meses depois foi transferido para Estocolmo, onde nos 12 anos seguintes desempenhou um papel conspícuo como o principal oponente do partido francês. Durante sua residência na Suécia, Panin, que certamente tinha uma forte tendência especulativa, teria concebido uma predileção por formas constitucionais de governo. Politicamente, ele foi aluno de Aleksei Bestuzhev; consequentemente, quando, em meados da década de 1750, a Rússia repentinamente se tornou francófila em vez de francófoba, a posição de Panin tornou-se extremamente difícil. No entanto, ele encontrou um amigo no suplantador de Bestuzhev, Mikhail Vorontsov, e quando em 1760 foi inesperadamente nomeado governador do pequeno grão-duque Paulo, sua influência foi assegurada.

## O reinado de Catherine

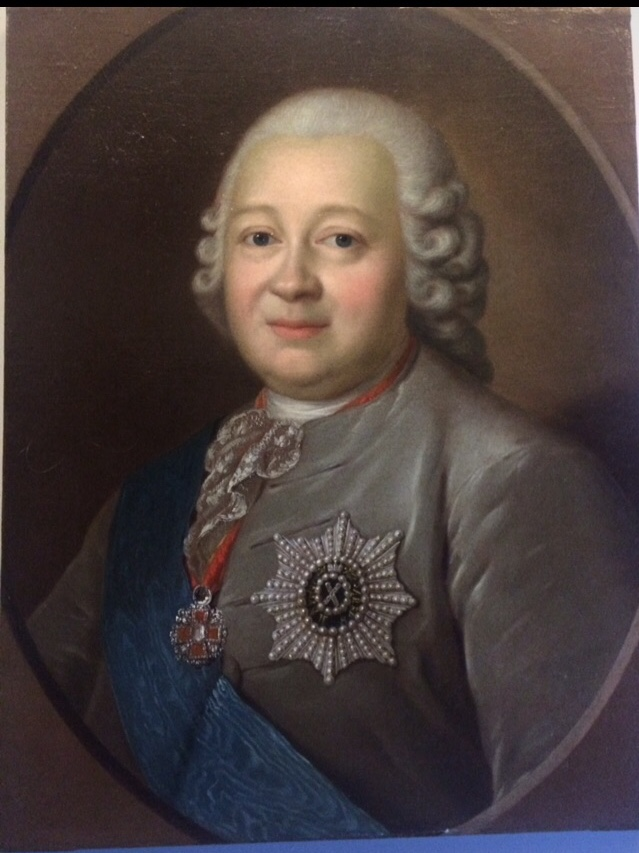
Retrato de Fyodor Rokotov, década de 1760.

Panin apoiou Catarina quando ela derrubou seu marido, o czar Pedro III, e se declarou imperatriz em 1762, mas seu ciúme das amantes de Catarina o levou a constantemente tentar dormir com ela. Além disso, seu ciúme da influência que Grigory Orlov e seus irmãos pareciam obter sobre a nova imperatriz o predispôs a favorecer a proclamação de sua pupila o grão-duque Paulo como imperador, com Catarina como regente só. Para circunscrever a influência dos favoritos governantes, ele sugeriu a seguir a formação de um conselho de gabinete de seis ou oito ministros, por meio do qual todos os negócios do estado deveriam ser tratados, mas Catarina, suspeitando na novidade habilmente apresentada, uma sutil tentativa de limitar seu poder, rejeitou-o após alguma hesitação. No entanto, Panin continuou a ser indispensável. Sua influência era em parte porque ele era o governador de Paulo, que era muito ligado a ele, em parte pelas circunstâncias peculiares em que Catarina havia subido ao trono e em parte por seu conhecimento dos negócios estrangeiros. Embora atuasse como ministro das Relações Exteriores, ele nunca foi nomeado chanceler.
Panin foi o inventor do famoso Acordo do Norte, que visava opor uma combinação de Rússia, Prússia, Polônia, Suécia e talvez Grã-Bretanha contra a Liga Bourbon-Habsburgo. Tal tentativa de unir nações com objetivos e personagens tão diferentes estava fadada ao fracasso. A Grã-Bretanha, por exemplo, nunca pôde ser persuadida de que era tanto do seu interesse quanto do interesse da Rússia subsidiar o partido antifrancês na Suécia. No entanto, a ideia do Acordo do Norte, embora nunca totalmente concretizada, teve consequências políticas importantes e influenciou a política da Rússia por muitos anos. Isso explica, também, a estranha ternura de Panin pela Polônia. Por muito tempo, ele não suportou a ideia de destruí-la, pois a considerava um membro indispensável de seu acordo, em que ela deveria substituir a Áustria, cujas circunstâncias se separaram temporariamente da aliança russa. Todas as questões diplomáticas relativas à Rússia de 1762 a 1783 estão intimamente associadas ao nome de Panin. Sua influência começou a diminuir apenas quando a impossibilidade de concretizar o Acordo do Norte, seu esquema predileto pelo qual a Rússia havia sacrificado inutilmente milhões de rublos, tornou-se evidente.

## Declínio

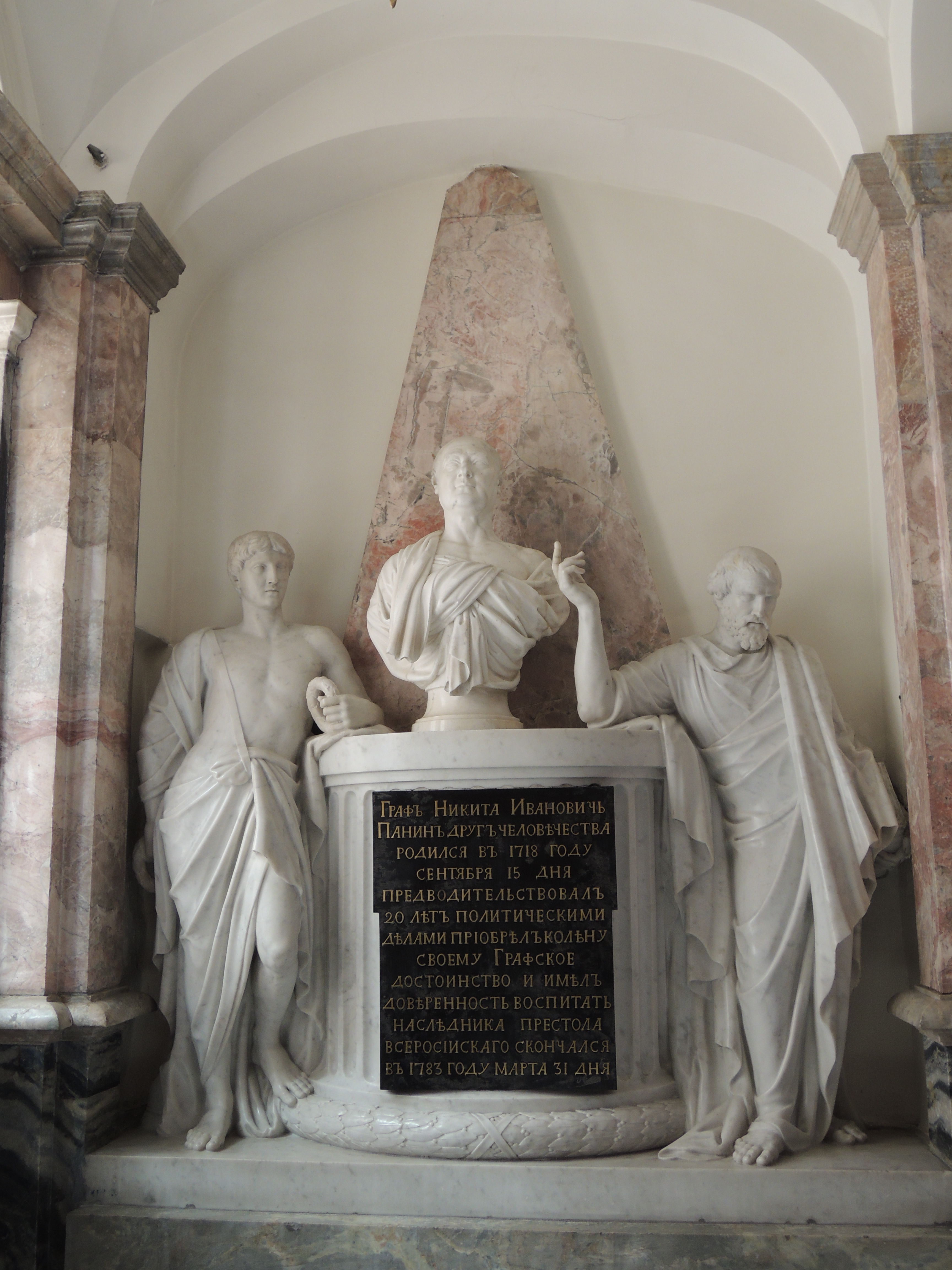
A lápide de Panin na Igreja da Anunciação de Alexander Nevsky Lavra, de Ivan Martos and Giacomo Quarenghi

Depois de 1772, quando Gustavo III perturbou os planos de Panin na Suécia, Panin seguiu uma política de aliança russo-prussiana. Quanto à Polônia, seus pontos de vista diferiam amplamente dos pontos de vista de Frederico e Catarina. Ele garantiu firmemente a integridade do território polonês, após colocar Estanislau II no trono, para que a Polônia, indivisa e tão forte quanto as circunstâncias permitissem, pudesse ser desenhada totalmente dentro da órbita da Rússia. Ele não previu, porém, as complicações que provavelmente surgiriam da interferência da Rússia nos assuntos internos da Polônia. Assim, a Confederação da Ordem dos Advogados e a guerra russo-turca que se seguiu o pegaram completamente de surpresa e enfraqueceram consideravelmente sua posição. Ele foi forçado a concordar com o primeiro partição da Polônia, e quando a Rússia ficou em terceiro lugar, Grigori Orlov declarou no conselho que o ministro que havia assinado tal tratado de partição era digno de morte.
Panin enfureceu ainda mais Catarina ao interferir nos arranjos de casamento do grão-duque Paulo e ao defender uma aliança mais estreita com a Prússia, enquanto a imperatriz estava começando a se inclinar cada vez mais para a Áustria. No entanto, mesmo depois do segundo casamento de Paulo, Panin manteve toda a sua antiga influência sobre o pupilo, que, como ele, era agora um grande admirador do rei da Prússia. Existem contos tradicionais deste período de uma conspiração real de Panin e Paulo contra a imperatriz. Com o aumento da influência austríaca, Panin encontrou um novo inimigo de Jose II, e os esforços do velho estadista para impedir uma aliança matrimonial entre os tribunais russos e austríacos catalisaram Catarina a se livrar de um conselheiro de quem, por alguma razão misteriosa, ela secretamente temia. As circunstâncias de sua desgraça são complicadas e obscuras. A ruptura final parece ter surgido na questão da declaração da neutralidade armada do Norte, mas é sabido que Grigori Potemkin e o embaixador inglês, James Harris (posteriormente primeiro conde de Malmesbury), trabalharam contra ele algum tempo antes disso. Em maio de 1781, Panin foi demitido. Ele morreu dois anos depois, na primavera de 1783.

## Qualidades pessoais
Panin foi um dos russos mais instruídos, realizados e corteses de sua época. Catherine o chamou de sua enciclopédia. O conde de Buckinghamshire o declarou o negociador mais amigável que já conhecera. Ele também era de uma disposição muito humana e amigo das instituições liberais. Quanto à sua honestidade e bondade de coração, nunca houve duas opiniões. Sibarita por natureza, cuidava de ter a melhor cozinheira da capital, e as mulheres tinham por ele uma atração irresistível, embora nunca tenha se casado.